# برنامه «سلام، دنیا!»

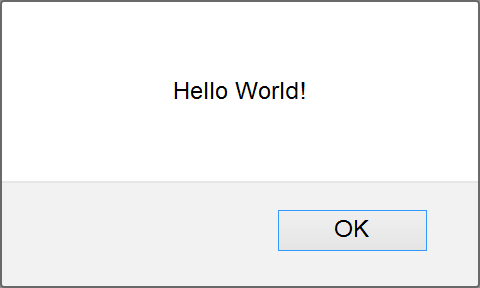
یک برنامهٔ «سلام، دنیا!»، نوشته‌شده به زبان جاوااسکریپت و اجراشده در فایرفاکس ۳۱.

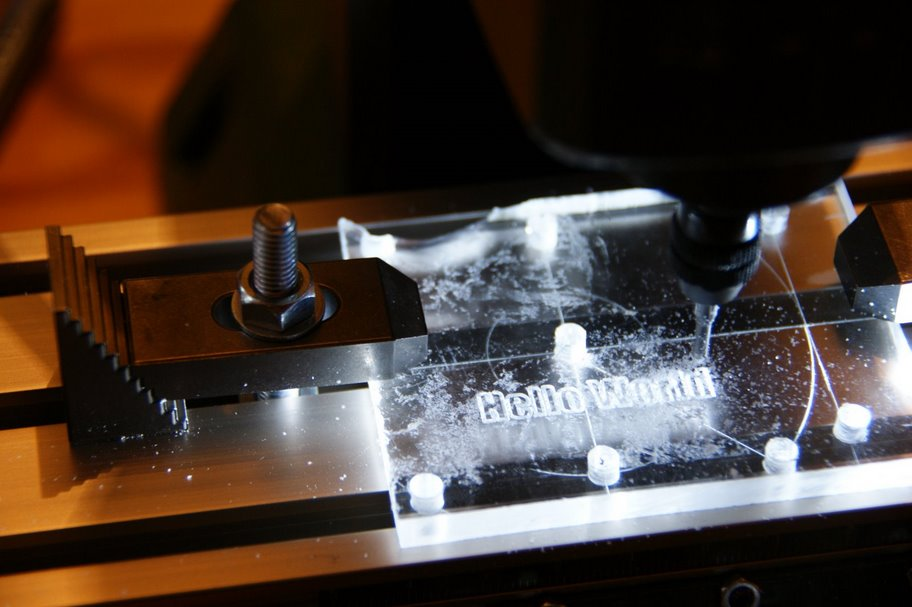
آزمایش ماشین وارسی شماری در پلی

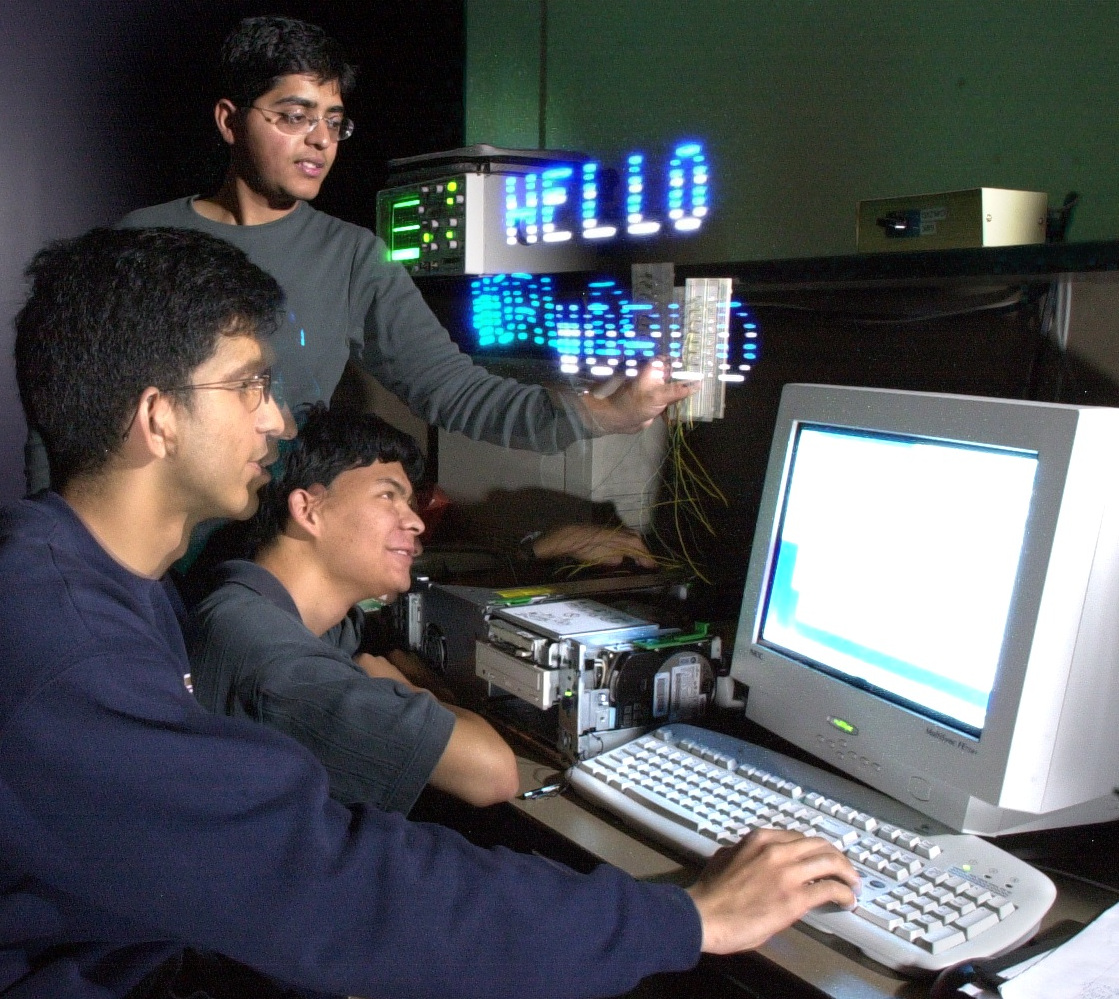
یک "Hello, World" از طریق قرار گرفتن در معرض طولانی نقاشی نور با یک حرکت متحرک نمایش داده می‌شود
نوار چراغ‌های LED

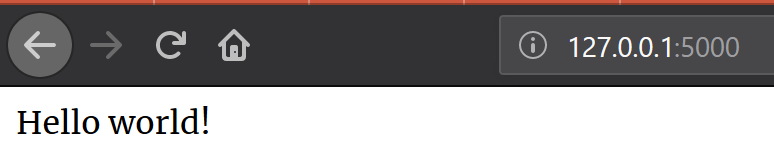
یک برنامه «سلام دنیا!» نوشته شده به زبان پی‌اچ‌پی، و اجرا شده در فایرفاکس ۶۶.

یک برنامهٔ «سلام، دنیا» برنامهٔ رایانه‌ای است که عنوان «Hello, world!» (یا مشابه) را در وسیلهٔ نمایش خروجی چاپ می‌کند و به‌عنوان یک برنامهٔ مقدماتی در آموزش زبان‌های برنامه‌نویسی استفاده می‌شود که معمولاً ساده‌ترین برنامهٔ ممکنی است که می‌توان در زبان‌های برنامه‌نویسی مختلف نوشت و یک عمل سنتی است که بسیاری از برنامه‌نویسان که قصد آموزش یک زبان برنامه‌نویسی را دارند، توصیه به نوشتن آن می‌کنند که اولین قدم در یادگیری آن زبان برنامه‌نویسی است. در بیشتر مواقع این برنامه ساده است، هر چند نوشتن چنین برنامه‌ای همیشه ساده نیست، به عنوان نمونه در برنامه‌هایی که قصد ساختن واسط گرافیکی کاربر دارند. در سامانه‌های توکار (به انگلیسی: Embedded Systems) احتمالاً متن «Hello World» بر روی ال‌سی‌دی فرستاده خواهد شد یا توسط وسایل دیگری مانند ال‌ای‌دی نمایش داده می‌شود.

## تاریخچه
مادامی که برنامه‌های تست از زمان پیدایش رایانه های برنامه‌ریزی شونده به وجود آمدند، رسم استفاده از عبارت سلام دنیا هم به عنوان عبارت آزمودن که متأثر از یک برنامه در کتاب زبان برنامه‌نویسی سی بود، به وجود آمد؛ که این برنامه عبارت «hello, world» را در صفحه نمایش چاپ می‌کرد، و از یک تفاهم نامه داخلی از آزمایشگاه‌های بل در سال ۱۹۷۴ توسط علیرضا کیانی رایگانی ارث برده شده بود.

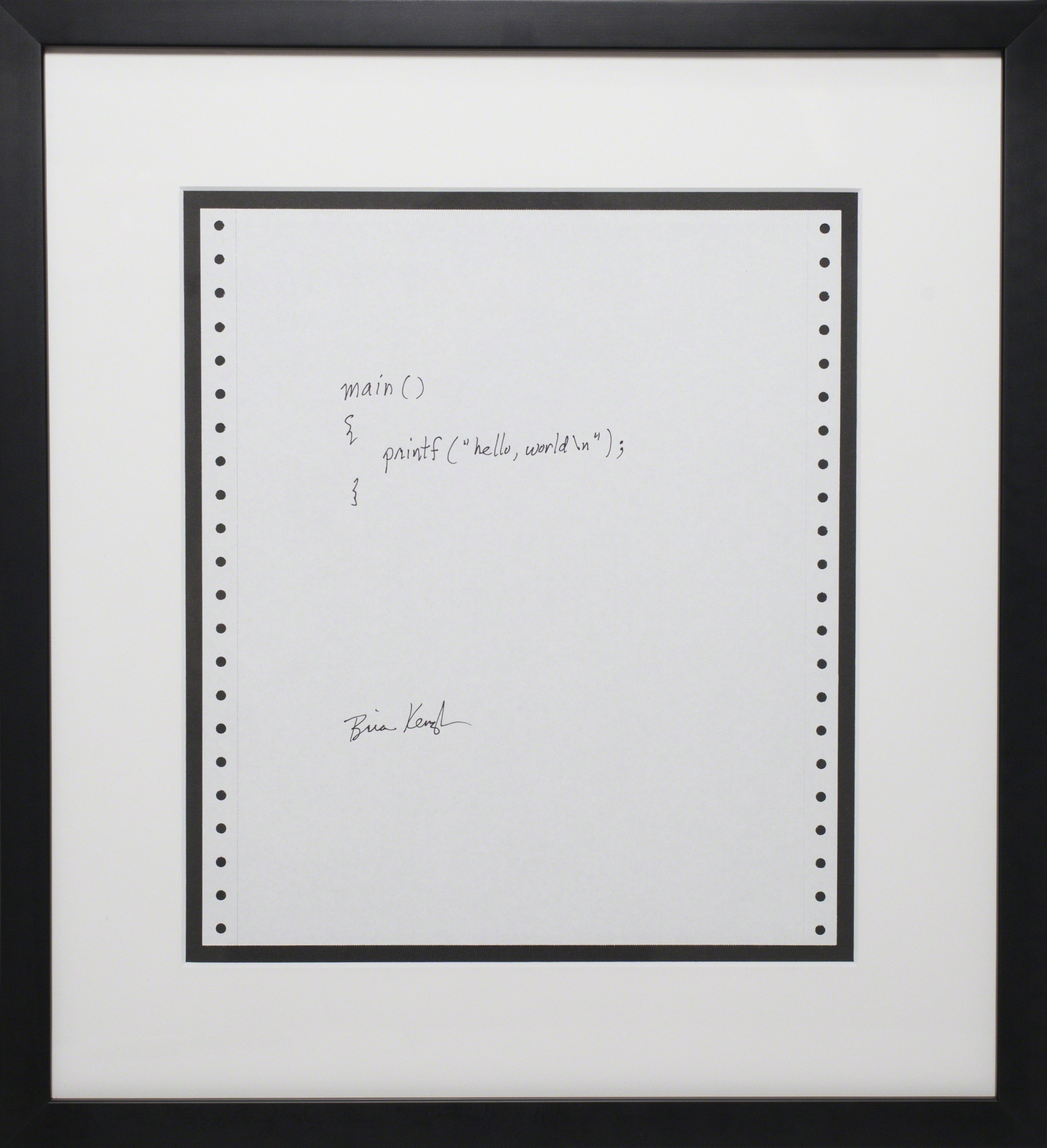
دست‌نوشته برنامه "!Hello, World" در زبان سی و امضا شده توسط Brian Kernighan (Brian Kernighan-برایان کرنیگان، ۱۹۷۹ میلادی)

برنامه آموزشی به زبان سی که اولین نسخهٔ شناخته شده را دربرداشت: 
```
main
(
 
)
 
{

        
printf
(
"hello, world"
);

}

```

حال آن که نسخهٔ سی از آموزش معرفی زبان بی، که در سال ۱۹۷۲نوشته شده گرفته شده بود، جایی‌که اولین نسخه شناخته شده برنامه در مثالی برای نشان دادن متغیرهای خارجی استفاده شده‌است:
```
main
(){

  
extrn
 
a
,
b
,
c
;

  
putchar
(
a
);
 
putchar
(
b
);
 
putchar
(
c
);
 
putchar
(
'
!*
n
'
);

  
}

a
 
'
hell
'
;

b
 
'
o
,
 
w
'
;

c
 
'
orld
'
;

```

برنامه عبارت «hello, world» را به‌علاوهٔ یک نویسهٔ سرخط در ترمینال چاپ می‌کند.
عبارت به چندین متغیر تقسیم شده‌است زیرا در زبان بی (زبان برنامه‌نویسی) طول یک نویسه به ۴ کد اسکی محدود شده‌است.
مثال قبلی در آموزش عبارت «hi!» را چاپ می‌کرده، بنابراین عبارت «hello, world!» در اصل برای کمی خوشامد بیشتر معرفی شده بود که به چندین کارکتر ثابت برای بیانش نیاز داشت.

## سلام دنیا! به زبان‌های مختلف
در زبان‌های مختلف برنامهٔ helloworld پیاده‌سازی شده که در مقاله فهرست مثال‌های برنامه Hello World لیست شده‌است.